# Communauté de communes du Pays d’Evian
Die Communauté de communes du Pays d’Evian ist ein ehemaliger französischer Gemeindeverband mit Rechtsform einer Communauté de communes im Département Haute-Savoie, dessen Verwaltungssitz sich in dem Ort Évian-les-Bains befand. Das Gebiet des Gemeindeverbandes erstreckte sich am Südufer des Genfersees zwischen der Halbinsel von Thonon im Westen und der Landesgrenze mit der Schweiz (Kanton Wallis) im Osten. Im Süden reichte das Gebiet bis auf die ersten Gipfel des Chablais hinauf. Der zum Jahreswechsel 2004/2005 gegründete Gemeindeverband bestand aus 16 Gemeinden.

## Aufgaben
Zu den vorgeschriebenen Kompetenzen gehörten die Entwicklung und Förderung wirtschaftlicher Aktivitäten und des Tourismus sowie die Raumplanung auf Basis eines Schéma de Cohérence Territoriale. Der Gemeindeverband bestimmte die Wohnungsbaupolitik. Er betrieb die Wasserversorgung, die Abwasserentsorgung, die Müllabfuhr und ‑entsorgung sowie den öffentlichen Nahverkehr und Schulbusverkehr.

## Historische Entwicklung
Mit Wirkung vom 1. Januar 2017 fusionierte der Gemeindeverband mit der Communauté de communes de la Vallée d’Abondance und bildete so die Nachfolgeorganisation Communauté de communes Pays d’Evian Vallée d’Abondance.

## Ehemalige Mitgliedsgemeinden
Folgende 16 Gemeinden gehörten der Communauté de communes du Pays d’Evian an:
| Gemeinde               | Einwohner 1. Januar 2022 | Fläche km² | Dichte Einw./km² | Code INSEE | Postleitzahl |
| ---------------------- | ------------------------ | ---------- | ---------------- | ---------- | ------------ |
| Bernex                 | 1.450                    | 22,31      | 65               | 74033      | 74500        |
| Champanges             | 1.181                    | 3,71       | 318              | 74057      | 74500        |
| Évian-les-Bains        | 9.224                    | 4,29       | 2.150            | 74119      | 74500        |
| Féternes               | 1.520                    | 14,31      | 106              | 74127      | 74500        |
| Larringes              | 1.589                    | 8,07       | 197              | 74146      | 74500        |
| Lugrin                 | 2.536                    | 13,22      | 192              | 74154      | 74500        |
| Marin                  | 1.921                    | 5,57       | 345              | 74166      | 74200        |
| Maxilly-sur-Léman      | 1.519                    | 4,07       | 373              | 74172      | 74500        |
| Meillerie              | 301                      | 3,91       | 77               | 74175      | 74500        |
| Neuvecelle             | 3.224                    | 4,00       | 806              | 74200      | 74500        |
| Novel                  | 53                       | 9,75       | 5                | 74203      | 74500        |
| Publier                | 7.793                    | 8,92       | 874              | 74218      | 74500        |
| Saint-Gingolph         | 907                      | 7,33       | 124              | 74237      | 74500        |
| Saint-Paul-en-Chablais | 2.598                    | 14,45      | 180              | 74249      | 74500        |
| Thollon-les-Mémises    | 808                      | 13,78      | 59               | 74279      | 74500        |
| Vinzier                | 883                      | 6,51       | 136              | 74308      | 74500        |